# Božena Fridová
Božena Fridová, křtěná Antonie Božena Marie, někdy také Frídová, rozená Veselá (31. července 1853, Praha – 8. listopadu 1938, tamtéž) byla česká spisovatelka a překladatelka, manželka Bedřicha Fridy, bratra Jaroslava Vrchlického.

## Život
Narodila se roku 1853 v Praze v rodině inspektora na Severozápadní železniční dráze Jana Veselého. Rodina se často z důvodů otcovy profese stěhovala (byl přeřazován z místa na místo). Po matce Antonii pocházela ze sklářského rodu Kavalírů. Její matka byla dcerou zakladatele skláren Františka Kavalíra a sestrou Josefa Kavaliera.
Božena žila od svých šesti let v Praze u dědečka, aby mohla navštěvovat Dívčí vzdělávací ústav manželů Svobodových. Poté pokračovala ve studiu na Vyšší dívčí škole ve Vodičkově ulici. Zároveň navštěvovala přednášky o literatuře v bytě Sofie Podlipské. U Sofie se později dostala mezi představitele literární skupiny lumírovců, seznámila se zde se svým budoucím manželem Bedřichem Fridou a se Sofijinou dcerou Ludmilou, se kterou se roku 1879 oženil bratr jejího muže, básník Jaroslav Vrchlický. Dalším jejím švagrem se stal básník Josef Václav Sládek, který se rovněž roku 1879 oženil s její sestrou Marií.
Za Bedřicha Fridu se Božena provdala roku 1883. Měla s ním nejprve dceru Violu (1884), která zemřela den po porodu na psotník. Roku 1885 se jim narodil syn Vladimír (1885–1949, později JUDr., MUDr., hudební skladatel a básník).
Manžel jí zemřel roku 1918 na španělskou chřipku spojenou se zápalem plic. Přežila jej o třicet let. Zemřela roku 1938 a je pohřbena vedle svého manžela na Vyšehradském hřbitově.

## Dílo
Byla velmi aktivní ženou. „Vyráběla složité ruční práce, četla, co kde vyšlo, včetně kritik, chodila do divadla a na koncerty, navštěvovala literární salóny, dobročinné spolky a také sama psala." Přispívala především do časopisů Květy, Lumír, Zlatá Praha a Ženský svět a připravila do tisku korespondenci J. V. Sládka a Julia Zeyera. Používala také pseudonymy Božena Veselá či Olga Šeborová. Nebyla však příliš originální autorkou. V mnoha jejích dílech, které se obsahem podobají dívčím románům nebo sentimentálním črtám, je možno nalézt stejné náměty (zamilovaná dívka, která dává přednost povinnosti vůči svému okolí před svým citem) a velmi podobnou typologii postav (například mladíci v jejích příbězích jsou vždy vysocí, štíhlí s bílou pletí a temnýma očima). Kromě próz a divadelních her je také autorkou několika překladů (především z francouzštiny) a také pamětí napsaných v letech 1930–1933 a dochovaných v Literárním archivu Památníku národního písemnictví.

## Výběrová bibliografie

### Próza

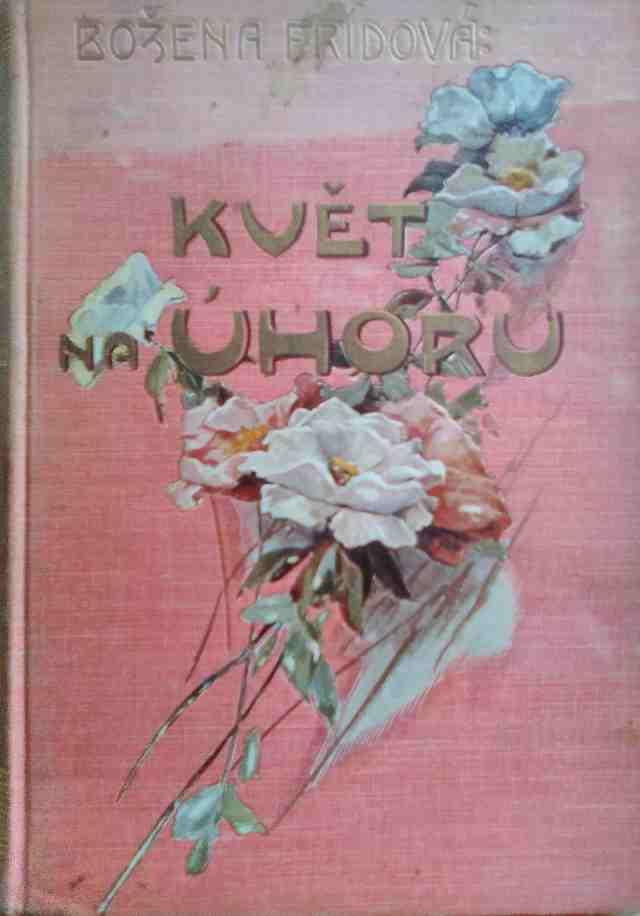
Vydání knihy Květ na úhoru z roku 1909.

- Helena (1880), autorčina prvotina, novela vyprávějící o tragické lásce, časopisecky (Lumír).
- Resignace (1882), novela popisující lásku dvou lidí, která nikdy nedošla naplnění, časopisecky (Lumír).
- Vása (1900), povídka, časopisecky (Ženský svět).
- Rozčarování (1903), povídka, časopisecky (Květy).
- Augusta Holmesová (1903), vzpomínka na zesnulou skladatelku Augustu Holmesovou, časopisecky (Ženský svět).
- Nokturno (1905), povídka, časopisecky (Kalendář paní a dívek):
- Na jarní procházce (1906), črta, časopisecky (Ženský svět)..
- Paprsek štěstí (1907), povídka, časopisecky (Zlatá Praha).
- Mladá láska (1908), povídka, časopisecky (Kalendář paní a dívek:)
- Květ na úhoru (1909), dívčí román, knižně (Alois Hynek).
- Taje srdcí (1909), soubor čtyř krátkých novel (Hedina láska, Mráz se vrátil, Z denníku ženy, Premiera), kterým je společné téma lásky, knižně (Jan Otto).
- Jenda na jahodách (1910), pohádka, knižně (Alois Hynek).
- Babiččino krédo (1911), krátká próza s mnoha autobiografickými prvky, časopisecky (Ženský svět)..
- Cesta do Itálie (1914), krátká novela inspirovaná pobytem v Itálii, časopisecky (Zlatá Praha).
- Moje poslední návštěva u J. V. Sládka (1916), črta, časopisecky (Zvon).
- Divotvorné oči (1918), povídka popisující popisující nešťastné manželství básníka s obhroublou ženou, časopisecky (Zvon).
- Chimera (1923)), povídka,v novinách Národní listy.
- Touha po lásce (1924), krátký příběh s nádechem tajemna, časopisecky (Rozkvět)..
- Vzplanutí (1929), časopisecky (Zvon).

### Divadelní hry
- Neodpírejte zlu (1906), krátká divadelní hra o sedmi scénách, časopisecky (Kalendář paní a dívek)
- Letní idylla (1906), divadelní hra o třech dějstvích, časopisecky (Květy).
- Teta Anna (1911), divadelní hra o třech dějstvích, časopisecky (Květy).

### Překlady
Kromě divadelní hry Nevěrná jsou všechny překlady z francouzštiny.
- Alexandre Dumas mladší: Poprava v Piroche, časopisecky (Lumír, 1882).
- Alfred Capus: Dobročinný koncert, časopisecký (Lumír, 1892).
- Marcel Prévost: Po letech, časopisecký (Lumír, 1892).
- Jules Lemaître: Nejstarší, časopisecký (Lumír, 1893).
- André Theuriet: Karafiáty, časopisecký (Lumír, 1894).
- Roberto Bracco: Nevěrná, italská divadelní hra, inscenace Národního divadla na přelomu let 1896 a 1897
- Alfred de Musset: Frédéric a Berneretta, obsaženo v knize Novelly a povídky II., Jan Otto, 1903.